# İscehisar (district)
İscehisar is een Turks district in de provincie Afyonkarahisar en telt 24.114 inwoners (2007). Het district heeft een oppervlakte van 499,9 km².
De bevolkingsontwikkeling van het district is weergegeven in onderstaande tabel.
| 1997   | 2000   | 2007   |
| ------ | ------ | ------ |
| 21.344 | 21.978 | 24.114 |